# 5. (srbska) divizija (KNOJ)
5. (srbska) divizija KNOJ je bila partizanska divizija, ki je delovala v sklopu Korpusa narodne obrambe Jugoslavije v Jugoslaviji med drugo svetovno vojno.
Ustanovljena je bila 10. januarja 1945.